# Pauzjasz z Sykionu
Pauzjasz z Sykionu (gr. Παυσίας, trl. Pausias) – malarz grecki z drugiej połowy IV wieku p.n.e., przedstawiciel sykiońskiej szkoły malarskiej.
Był synem Bryesa, będącego pierwszym jego nauczycielem malarstwa. Później nauki pobierał u Pamfilosa, od którego przejął technikę enkaustyczną. Jako pierwszy osiągnął mistrzostwo w tej technice oraz w ostrych skrótach perspektywicznych. Był pierwszym, który zapoczątkował zdobienie plafonów malowidłami roślinno-kwiatowymi z wdzięcznymi scenkami figuralnymi (np. tańczące Erosy).
Najczęściej malował niewielkie obrazki o lekkiej tematyce rodzajowej (np. słynna Wijąca wieniec), mitologicznej i alegorycznej (m.in. dwa malowidła w tolosie w Epidauros – Eros z lirą i Methe (bogini pijaństwa), przy czym ten drugi obraz stanowił nowatorskie ukazanie personifikacji pijaństwa z twarzą przeświecającą przez szklane naczynie) oraz portreciki dzieci. Umiał kunsztownie oddać odblaski i trójwymiarowość.
Często podejmowanym tematem były dzieci, który wprowadził jako rodzaj malarstwa, rozwinięty szczególnie w okresie hellenistycznym. Przedstawiał małe Erosy: Eros tańczący, Eros jako muzyk, Eros wśród kwiatów, Eros na wozie. Zapewne dość wierne ich kopie odnaleźć można w ściennych malowidłach pompejańskich.
Jednym z najsłynniejszych jego obrazów był wykonany w technice enkaustycznej obraz przedstawiający ukochaną z młodości, a zarazem mieszkankę jego rodzinnego miasta – Glykerę ozdobioną wieńcem z kwiatów, którymi handlowała.
Rzadziej malował duże obrazy, utrzymane zresztą w ciemnej tonacji, np. Ofiarowanie wołu, gdzie choć zwierzę ukazano frontalnie, uświadomiono jego rozmiary dzięki zastosowanej grze świateł i cieni.
Po 335 p.n.e. w Tespiach restaurował malowidła ścienne Polignota.
Według Pliniusza (Naturalis historia XXXV 40, 137) jego uczniami byli Nikofanes, Sokrates i syn Arystolaos.
Po Pauzjaszu sykiońska szkoła malarstwa zaczęła chylić się ku upadkowi. Wiele z jego obrazów zostało sprzedanych dla pokrycia długów miasta.
Dzieła Pauzjasza były dobrze znane i cenione także w starożytnym Rzymie, w związku z tym nawet ich kopie były chętnie kupowane i eksponowane, np. Ofiarowanie wołu znalazło się ostatecznie w Portyku Pompejusza (portyku Teatru Pompejusza) w Rzymie, a kopię portretu Glykery zakupił w Atenach przez Lukullusa za wielką ówcześnie sumę dwóch talentów.